# Радогощ
Радогощ (Ретра) (інші назви — Radegost, Riedigost, Redigast, Radigast, Rethra) — столиця ратарів і релігійний центр культу Радогоста-Сварожича. Зруйнований дощенту після підкорення велетів Священною Римською імперією.

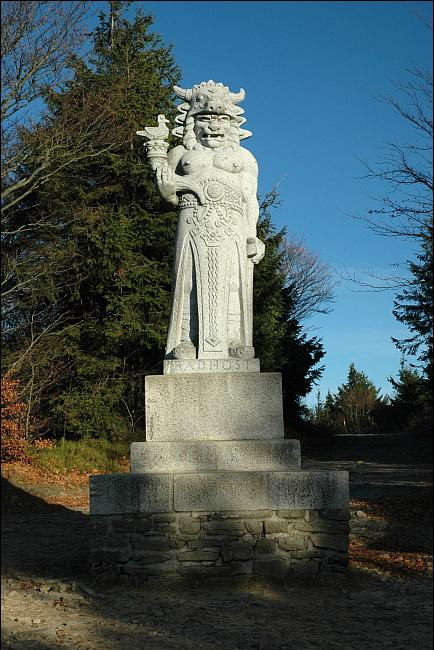
Радогост-Сварожич

Достеменно ніхто не знає, де саме було це місто. Найвірогіднішим є ототожнення Радогоща з руїнами, що були знайдені під час археологічних розкопок у місцевості Радонім (Gross Raden) у Мекленбурзі, де знайшли залишки традиційних слов'янських («поганських») святилищ.
Радогощ відомий з праць німецьких хроністів:
- у ХІ столітті — Тітмара з Мерзебурга й Адам з Бремена,
- у ХІІ столітті — монаха Гермольда з Бозау (Slawenchronik — Хроніка слов'ян продовження роботи Адама Бременського).

Найдетальніший опис міста, зокрема святині, містить хроніка Тітмара:
|                                                                     | Є в землях ратарів місто у вигляді трикутника із трьома брамами і називається воно Радогощ. А навкруги глухий ліс, куди не ступала людська нога, бо він священний. Двоє воріт того міста відчинені для всіх, треті найменші і знаходяться із східної сторони, від них іде стежка до моторошного озера, що знаходиться трохи далі. В місті крім святині нема нічого, вона майстерно складена із дерева на фундаменті із рогів різних тварин. ЇЇ стіни зовні прикрашають зображення різних богів і богинь. В середині стоять різьблені вручну ідоли в обладунках, що надає їм дуже грізного вигляду, біля кожного зазначене його ім'я. Найшанованішим серед усіх є Сварожич, йому поклоняються всі погани. Там знаходяться знамена, які виносяться тільки у випадку військових дій і лише пішими воїнами. За порядком слідкують старці-віщуни. |
| — Тітмар Мерзебурзький, thietmari merseburgensis episcopi chronicon | |

## Хроніка
- 957 — імператор Оттон I Великий рушив у похід на ратарів,
- 965 — перша письмова згадка про місцевість,
- 1002 — Тітмар у своїй праці описує Радогощ, де ратари воздавали почесті Сварожичу,
- 1018 — повстання бодричів під проводом віщунів із Радогощу,
- 1066 — повстання лютичів; єпископ мекленбурзький Ян (Йоганн) потрапив у засідку і йому відтяли голову,
- зима 1067–1068 — єпископ Бурхард з Хальберштадту відправляє військо проти велетів, здобуває і руйнує землі ратарів (в тім числі і Радогощ) і відвозить до Саксонії ідола Сварожича на своєму возі,
- 1125 — здобуття міста військами Лотара ІІІ.